# Дік Крілі
Дік Крілі (англ. Dick Crealy; нар. 18 вересня 1944) — колишній австралійський тенісист.
Найвищу одиночну позицію світового рейтингу — 21 місце досяг 7 вересня 1970 року.
Здобув 5 одиночних та 6 парних титулів.
Перемагав на турнірах Великого шолома в парному та змішаному парному розрядах.
Завершив кар'єру 1981 року.

## Фінали турнірів Великого шолома

### Одиночний розряд (1 поразка)
| Результат | Рік  | Турнір                                      | Покриття | Суперник | Рахунок       |
| --------- | ---- | ------------------------------------------- | -------- | -------- | ------------- |
| Поразка   | 1970 | Відкритий чемпіонат Австралії з тенісу 1970 | Трава    | Артур Еш | 4–6, 7–9, 2–6 |

### Парний розряд (2 перемоги)
| Результат | Рік  | Турнір                                    | Покриття | Партнер     | Суперники               | Рахунок                 |
| --------- | ---- | ----------------------------------------- | -------- | ----------- | ----------------------- | ----------------------- |
| Перемога  | 1968 | Чемпіонат Австралії                       | Трава    | Аллан Стоун | Террі Еддісон Рей Келді | 10–8, 6–4, 6–3          |
| Перемога  | 1974 | Відкритий чемпіонат Франції з тенісу 1974 | Трава    | Онні Парун  | Боб Лутц Стен Сміт      | 6–3, 6–2, 3–6, 5–7, 6–1 |

### Мікст (1 перемога)
| Результат | Рік  | Турнір              | Покриття | Партнер         | Суперники                 | Рахунок |
| --------- | ---- | ------------------- | -------- | --------------- | ------------------------- | ------- |
| Перемога  | 1968 | Чемпіонат Австралії | Трава    | Біллі Джин Кінг | Маргарет Корт Аллан Стоун | без гри |

## Часова шкала результатів на турнірах Великого шлему
| W | Ф | ПФ | ЧФ | #Р | КТ | К# | DNQ | A | NH |

### Одиночний розряд
| Турнір                                 | 1963  | 1964  | 1965  | 1966  | 1967  | 1968  | 1969  | 1970  | 1971  | 1972  | 1973  | 1974  | 1975  | 1976  | 1977  | 1977  | 1978  | 1979  | 1980  | SR     |
| -------------------------------------- | ----- | ----- | ----- | ----- | ----- | ----- | ----- | ----- | ----- | ----- | ----- | ----- | ----- | ----- | ----- | ----- | ----- | ----- | ----- | ------ |
| Відкритий чемпіонат Австралії з тенісу | 2р    | 2р    |       | 1р    | 2р    | ЧФ    | 2р    | Ф     | 2р    | ЧФ    | 1р    | 3р    | ПФ    | ЧФ    | 3р    | 2р    | 2р    |       | К3р   | 0 / 16 |
| Відкритий чемпіонат Франції з тенісу   |       |       |       |       | 1р    | 3р    | 2р    | 4р    | 2р    | 1р    | 1р    | 2р    | 1р    | 1р    | 1р    | 1р    | 1р    | 1р    |       | 0 / 13 |
| Вімблдонський турнір                   |       |       |       | 1р    | 3р    | 2р    | 3р    | 2р    | 1р    | 2р    |       | 3р    | 2р    | 1р    | 1р    | 1р    | 1р    |       |       | 0 / 12 |
| Відкритий чемпіонат США з тенісу       |       |       |       |       |       |       | 2р    | 1р    |       |       | 2р    | 1р    |       | 1р    |       |       | 2р    |       |       | 0 / 6  |
| Strike rate                            | 0 / 1 | 0 / 1 | 0 / 0 | 0 / 2 | 0 / 3 | 0 / 3 | 0 / 4 | 0 / 4 | 0 / 3 | 0 / 3 | 0 / 3 | 0 / 4 | 0 / 3 | 0 / 4 | 0 / 4 | 0 / 4 | 0 / 4 | 0 / 1 | 0 / 0 | 0 / 47 |

Нотатка: 1977 року Відкритий чемпіонат Австралії відбувся двічі: в січні та грудні.

## Фінали за відкриту еру

### Одиночний розряд (2–2)
| Великий шлем (0–1)       |
| Tennis Masters Cup (0–0) |
| Тур ATP (2–1)            |

| Результат | W/L | Дата     | Турнір                                      | Покриття | Суперник    | Рахунок       |
| --------- | --- | -------- | ------------------------------------------- | -------- | ----------- | ------------- |
| Поразка   | 0–1 | Січ 1970 | Відкритий чемпіонат Австралії з тенісу 1970 | Трава    | Артур Еш    | 4–6, 7–9, 2–6 |
| Перемога  | 1–1 | Лип 1970 | Swedish Open, Швеція                        | Ґрунт    | Жорж Говен  | 6–3, 6–1, 6–1 |
| Поразка   | 1–2 | Лип 1972 | Кіцбюель, Австрія                           | Ґрунт    | Колін Діблі | 1–6, 3–6, 4–6 |
| Перемога  | 2–2 | Бер 1975 | Ніцца, Франція                              | Ґрунт    | Іван Моліна | 7–6, 6–4, 6–3 |

### Парний розряд (8–12)
| Результат | W/L  | Дата     | Турнір                                    | Покриття  | Партнер          | Суперники                         | Рахунок                 |
| --------- | ---- | -------- | ----------------------------------------- | --------- | ---------------- | --------------------------------- | ----------------------- |
| Перемога  | 1–0  | Січ 1968 | Відкритий чемпіонат Австралії з тенісу    | Трава     | Аллан Стоун      | Террі Еддісон Рей Келді           | 10–8, 6–4, 6–3          |
| Перемога  | 2–0  | 1969     | US Amateur Championships                  | Трава     | Аллан Стоун      | Білл Боурі Чарлі Пасарелл         | 9–11, 6–3, 7–5          |
| Перемога  | 3–0  | Січ 1969 | Victorian Open, Австралія                 | Трава     | Аллан Стоун      | Рей Раффелз Білл Боурі            | 9–7, 6–4, 6–4           |
| Поразка   | 3–1  | Лип 1969 | Індіанаполіс, США                         | Ґрунт     | Аллан Стоун      | Білл Боурі Кларк Гребнер          | 4–6, 6–4, 4–6           |
| Перемога  | 4–1  | Лип 1970 | Swedish Open, Швеція                      | Ґрунт     | Аллан Стоун      | Желько Франулович Ян Кодеш        | 6–2, 2–6, 12–12, ret.   |
| Перемога  | 5–1  | Жов 1970 | Фінікс, США                               | Тверде    | Рей Раффелз      | Ян Кодеш Чарлі Пасарелл           | 7–6, 6–3                |
| Поразка   | 5–2  | Лип 1973 | Washington Open, США                      | Ґрунт     | Ендрю Паттісон   | Росс Кейс Джефф Мастерз           | 6–2, 1–6, 4–6           |
| Перемога  | 6–2  | Лют 1974 | Hempstead WCT, США                        | Тверде    | Джефф Боров'як   | Росс Кейс Джефф Мастерз           | 6–7, 6–4, 6–4           |
| Перемога  | 7–2  | Чер 1974 | Відкритий чемпіонат Франції з тенісу 1974 | Трава     | Онні Парун       | Боб Лутц Стен Сміт                | 6–3, 6–2, 3–6, 5–7, 6–1 |
| Поразка   | 7–3  | Вер 1974 | Сідар-Гроув, США                          | Тверде    | Боб Таніс        | Стів Сіґел Кім Ворвік             | 6–4, 2–6, 1–6           |
| Поразка   | 7–4  | Лис 1974 | Мумбай, Індія                             | Ґрунт     | Онні Парун       | Ананд Амрітрадж Віджай Амрітрадж  | 4–6, 6–7                |
| Перемога  | 8–4  | Січ 1975 | Балтимор, США                             | Килим (i) | Рей Раффелз      | Ісмаїл Ель-Шафей Фрю Макміллан    | 6–4, 6–3                |
| Поразка   | 8–5  | Тра 1975 | Борнмут, Велика Британія                  | Ґрунт     | Сід Болл         | Хуан Хісберт Мануель Орантес      | 6–8, 3–6                |
| Поразка   | 8–6  | Сер 1975 | Саут-Орандж, США                          | Ґрунт     | Джон Ллойд       | Джиммі Коннорс Іліє Настасе       | 6–7, 5–7                |
| Поразка   | 8–7  | Лют 1976 | Рим WCT, Італія                           | Килим (i) | Фрю Макміллан    | Боб Лутц Стен Сміт                | 7–6, 3–6, 4–6           |
| Поразка   | 8–8  | Тра 1976 | Гамбург, Західна Німеччина                | Ґрунт     | Кім Ворвік       | Фред Макнеер Шервуд Стюарт        | 6–7, 6–7, 6–7           |
| Поразка   | 8–9  | Сер 1977 | Індіанаполіс, США                         | Ґрунт     | Кліфф Летчер     | Патрісіо Корнехо Хайме Фійоль     | 7–6, 4–6, 3–6           |
| Поразка   | 8–10 | Вер 1976 | Гамільтон, Бермудські Острови             | Ґрунт     | Рей Раффелз      | Майк Кейгілл Джон Вітлінгер       | 4–6, 6–4, 6–7(6–8)      |
| Поразка   | 8–11 | Лип 1979 | Кіцбюель, Австрія                         | Ґрунт     | Тоніно Цугареллі | Желько Франулович Гайнц Ґюнтгардт | 2–6, 4–6                |
| Поразка   | 8–12 | Січ 1980 | Перт, Австралія                           | Трава     | Дейл Коллінгс    | Сід Болл Кліфф Летчер             | 3–6, 4–6                |